# Tránsito Rápido de Iones
El Tránsito Rápido de Iones (en inglés: Ion rapid transit) estilizado como ION, es una red de transporte público integrada en la Municipalidad Regional de Waterloo en Ontario, Canadá.  Es operado por Keolis y es parte del sistema Grand River Transit (GRT), reemplazando parcialmente el servicio de autobús Route 200 iXpress de GRT. La sección de la ruta de autobús que sirve a Cambridge ha sido renombrada "Ion Bus" y renumerada como 302. La primera fase comenzó a operar el 21 de junio de 2019, entre el extremo norte de Waterloo y el extremo sur de Kitchener. Se planea una futura extensión del tren ligero al área del centro de Galt de Cambridge (Fase 2), pero la construcción puede no comenzar en esa línea hasta 2028. En 2023, Ion LRT tenía un número de pasajeros anual de 4,3 millones, y un número de pasajeros diarios de 11.780.
En 2009, se inició una evaluación ambiental (EA) para crear una propuesta de transporte ferroviario ligero con motor eléctrico a través de Kitchener y Waterloo, y un sistema de tránsito rápido en autobús adaptado desde Kitchener hasta Cambridge. El 24 de junio de 2009, el Consejo Regional votó para aprobar el proyecto, sujeto a la financiación de los niveles superiores de gobierno, que a su vez fue aprobado por el consejo el 15 de junio de 2011. A esto le siguió una estrategia de desarrollo comunitario para guiar el desarrollo, identificar destinos clave y fortalecer las conexiones regionales. La estrategia, dirigida por Urban Strategies Inc. de Toronto, consultó a cientos de personas y partes interesadas de Cambridge, Kitchener y Waterloo.
La construcción comenzó en agosto de 2014 y se esperaba que el servicio comenzara a fines de 2017; sin embargo, debido a demoras en la fabricación y entrega de material rodante, la introducción del servicio de tren ligero se retrasó significativamente. El costo total del sistema se estimó en $ 818 millones, pero en diciembre de 2017, los sobrecostos se estimaron en un total de aproximadamente $ 50 millones. Se esperaba que la Provincia proporcionara $ 25 millones de esa cantidad.

## Etimología
Según la Región de Waterloo, la red Ion recibe su nombre del átomo, al que describe como “siempre en movimiento”.

## Historia
En 2004, la Municipalidad Regional inició una Evaluación Ambiental Individual para estudiar la viabilidad de construir una línea de tránsito rápido para brindar un servicio de transporte público de orden superior a la Región y fomentar un crecimiento urbano más compacto a lo largo del corredor.
La evaluación ambiental adoptó un enfoque más amplio para estudiar las posibles rutas y estaciones de la línea de tránsito rápido, examinando varias opciones, como la utilización de vías y carreteras existentes y la construcción de nuevas instalaciones. De conformidad con la legislación, la evaluación ambiental también examinó diez posibles tecnologías de transporte, incluidos los monorraíles y los subterráneos.
La evaluación ambiental prevista constaba de tres fases:
Fase 1: Determinar una estrategia de transporte preferida entre opciones como la ampliación de carreteras, la mejora del transporte convencional y el transporte rápido. La Fase 1 se completó en julio de 2006.
Fase 2:
Paso 1: Determinar el diseño de ruta preferido (a desnivel, exclusivo para carretera, exclusivo para todo terreno, etc.) y la tecnología. La evaluación ambiental examinó diez tecnologías diferentes, entre ellas el tren ligero, el autobús de tránsito rápido, el monorraíl y el metro. El paso 1, completado en febrero de 2007, determinó que el tren ligero y el autobús de tránsito rápido eran los más adecuados para satisfacer las necesidades de la Estrategia de Gestión del Crecimiento Regional.
Paso 2: Se determinó una lista corta de rutas y tecnologías preferidas para siete segmentos de un sistema de tránsito rápido (finalizada en 2008).
Paso 3: Propuesta de un sistema de tránsito rápido general preferido (finalizado en junio de 2009)
Fase 3: Diseñar un plan de implementación para el sistema de tránsito rápido.
En junio de 2008, la provincia de Ontario anunció un nuevo proceso acelerado de evaluación de proyectos de tránsito (Reglamento de Ontario 231/08). En agosto de 2008, la región notificó al Ministerio de Medio Ambiente (MOE) que pasaría de la evaluación ambiental individual al proceso acelerado. Por ese motivo, la fase 3 de la evaluación ambiental individual no se completaría.